# Бернгардсвальд
Бернгардсвальд (нім. Bernhardswald) — громада в Німеччині, розташована в землі Баварія. Підпорядковується адміністративному округу Верхній Пфальц. Входить до складу району Регенсбург.
Площа — 71,92 км2. Населення становить 5387 ос. (станом на 31 грудня 2020).